# Casa de Joan Bofill
La casa de Joan Bofill és un edifici de Godall (Montsià) inclòs a l'Inventari del Patrimoni Arquitectònic de Catalunya.

## Descripció
És un edifici de planta baixa i dos pisos. A la planta baixa se situa el molí de planta quadrada i sostre molt alt, que també s'utilitzava per a recollir el carro del pagès. Hi ha una petita escala que porta al primer pis d'habitació.

## Història
L'origen de la casa va lligat al molí d'oli, producte que ha anat fent-se cada vegada més important a la zona (el 1900 hi havia 690 ha dedicades a l'olivera i l'any 1970 havia augmentat fins a 1360 ha). Els molins d'oli eren molt abundants: en un primer moment de barra o «giny» i després del tipus de molí més conegut. Actualment tots aquests molins han estat substituïts per les cooperatives agrícoles amb una maquinària més moderna i que dona un millor rendiment. Així com a la comarca veïna de Baix Ebre, l'extensió dedicada al cultiu de l'olivera és cada vegada més petita, a Godall, la Galera, la Sénia, Santa Bàrbara i Roquetes és un cultiu molt cuidat.
Avui en dia aquest molí està en desús i la casa ocupada pel fill (Joan Bofill) del qui dona nom a la casa. El 2000 a la planta baixa s'ha construït una porta per un vehicle, fent desaparèixer una porta i una finestra. Sobre la porta antiga hi ha la inscripció : «J. 1925 B.»